# Indomitrella
Indomitrella is een geslacht van weekdieren uit de klasse van de Gastropoda (slakken).

## Soorten
- Indomitrella concalis K. Monsecour & D. Monsecour, 2016
- Indomitrella conspersa (Gaskoin, 1852)
- Indomitrella drivasi K. Monsecour & D. Monsecour, 2016
- Indomitrella erronea K. Monsecour & D. Monsecour, 2016
- Indomitrella exsanguis K. Monsecour & D. Monsecour, 2016
- Indomitrella haziersensis Drivas & Jay, 1990
- Indomitrella puella (G. B. Sowerby I, 1844)
- Indomitrella schepmani (K. Monsecour & D. Monsecour, 2007)
- Indomitrella strongae K. Monsecour & D. Monsecour, 2016